# Hurricane Bianca
Hurricane Bianca is een Amerikaanse komediefilm uit 2016, geregisseerd en geschreven door Matt Kugelman. De titel van de film is afgeleid van het hoofdpersonage, Bianca Del Rio (Roy Haylock), een Amerikaanse dragqueen, vooral bekend als winnares van het zesde seizoen van RuPaul's Drag Race. De film werd als komedie op de markt gebracht, maar behandelt ook serieuze maatschappelijke kwesties. Een voorbeeld is het feit dat het ten tijde van de release van de film in 29 Amerikaanse staten legaal was om iemand die homoseksueel is te ontslaan.

## Verhaallijn
Leraar Richard verhuist van New York naar een klein stadje in Texas, waar hij aan een nieuwe school gaat werken.  Kort daarna wordt Richard door de lokale gemeenschap geout als homoseksueel en wordt hij ontslagen, wat volgens de Staatswet van Texas legaal is. Richard voelt de behoefte om wraak te nemen en keert terug als zijn drag-persona Bianca Del Rio. Hij verspreidt haat en veroorzaakt chaos onder degenen die gemeen tegen hem waren, en die zich er niet van bewust zijn dat Del Rio in werkelijkheid de eerder ontslagen Richard is.

## Rolverdeling
- Roy Haylock als Richard Martinez/Bianca Del Rio.
- Rachel Dratch als Deborah Ward,[4][5] adjunct-directeur van Milford High School.
- Bianca Leigh als Karma Johnstone: een transvrouw met wie Richard bevriend raakt in Texas. Ze heeft haar eigen radioprogramma.
- Denton Blane Everett als coach Chuck, gymleraar en voetbalcoach op Milford High en Karma's broer.
- Willam Belli als Bailey,[4][5] een van Richards beste vrienden uit New York.
- Shangela Laquifa Wadley als Stephen, [4] [5] een van Richards beste vrienden uit New York.
- Téa Mckay als Keeley Carson, een studente aan Milford High.
- Kaleb King als Bobby, een homoseksuele student aan Milford High.
- Jacob Audirsch als Tommy
- Molly Ryman als Carly Ward, een lerares op Milford High en de dochter van Deborah.
- Ted Ferguson als directeur Wayne.
- Alan Cumming als Lawrence Taylor,[4][5] voorzitter van het onderwijsambassadeursprogramma dat Richard naar Milford High stuurt.
- Joslyn Fox als barvrouw.[4]
- Alyssa Edwards als Ambrosia Salad.[4]
- RuPaul [6] als RuStorm, een weerman.

## Productie
Voordat hij RuPaul's Drag Race won, had Del Rio al aandacht gekregen als komiek en dragqueen in de dragscene van New York en New Orleans. Del Rio trad vaak op als ceremoniemeester bij evenementen, waaronder Mardi Gras en Southern Decadence. Del Rio raakte bevriend met Kugelman, die de film speciaal op hem baseerde en zei: "Lang, slank en glamoureus, maar met de mond van een vrachtwagenchauffeur, ik dacht meteen dat Bianca een echt filmpersonage zou zijn, en dat dit het verhaal zou worden dat ik zou ontwikkelen voor mijn eerste speelfilm."  De film werd geïntroduceerd en aangekondigd jaren voordat Del Rio bekend werd in RuPaul's Drag Race.
Nadat de twee besloten hadden om het avontuur voort te zetten, werd er een crowdfundingsite opgezet op Indiegogo, die ook werd gesponsord door Fractured Atlas. Het budget voor de film werd grotendeels bijeengebracht door middel van uitgebreide crowdfunding.  Del Rio begon het project te promoten tijdens haar shows en moedigde fans aan om te doneren aan het project. Andere financieringsmethoden waren onder meer het maken van gepersonaliseerde video's voor bijdragers door Del Rio, in een videoserie met de titel "Bianca Hates You". Omdat Del Rio een beledigende komiek is, kregen degenen die grote bedragen doneerden deze video's, omdat veel fans het leuk vonden om verbaal aangevallen te worden door Del Rio.
Over de film zei Del Rio voor de release: "Het is een serieus onderwerp, maar het is op een grappige manier gedaan." Kugelman verklaarde dat hij hoopt dat de film licht zal werpen op discriminatie op de arbeidsmarkt in de Verenigde Staten, en zei: "Mijn hoop is dat Hurricane Bianca de meningen zal veranderen en het probleem onder de aandacht zal brengen." 

## Reacties
Chicago Review gaf een positieve recensie en schreef: "De film, die met crowdfunding en een piepklein budget tot stand is gekomen, is niet zonder charme, inclusief Ryan Matthieu Smiths inventieve productie en kostuumontwerp en een cast van onbekenden die waardige heteromannen blijken te zijn voor Del Rio." Een redacteur van Junkee gaf de film een "B−", en verklaarde dat de film "soms vlekkerig is in zijn lachsalvo's, maar fans van Bianca Del Rio zullen hun favoriete beledigingsfabriek niet willen missen."